# Amata antiochena
Amata antiochena är en fjärilsart som beskrevs av Lederer 1861. Amata antiochena ingår i släktet Amata och familjen björnspinnare. Inga underarter finns listade i Catalogue of Life.